# Альбрехт Бранденбургский
А́льбрехт Бранденбу́ргский (нем. Albrecht von Brandenburg; 28 июня 1490, Кёльн — 24 сентября 1545, замок Мартинсбург, близ Майнца) — архиепископ магдебургский и майнцский, курфюрст и эрцканцлер Священной Римской империи, администратор хальберштадтского архиепископства и до назначения (1518 год) кардиналом маркграф Бранденбургской марки вместе со своим старшим братом Иоахимом.
Многогранная и неоднозначная личность, современник Лютера, покровитель Дюрера, Кранаха, Грюневальда, Бальдунга, Альбрехт Бранденбургский оставил большой след в истории и искусстве Германии.

## Биография
Альбрехт был вторым сыном и самым младшим, седьмым ребёнком в семье курфюрста Иоганна Цицерона Бранденбургского и его супруги Маргариты Саксонской.
Вместе со своим братом в 1506 году он основал университет во Франкфурте-на-Одере, где сам также учился. В том же году он был возведён в сан священника и в возрасте 23 лет стал архиепископом Магдебургским и администратором епархии Хальберштадт.
В 1514 году произведён в архиепископы Майнцские и получил курфюршество Майнц (см. князь-епископ) и в 1518 году стал кардиналом, несмотря на то, что католической церковью строго запрещалось владеть несколькими епископскими резиденциями. Резиденцией Альбрехта стал замок Морицбург в Галле. Альбрехт находился у власти с 1514 года вплоть до своей смерти в 1545 году.
В 1517 году Альбрехт проводил объявленную папой Львом Х продажу индульгенций. Половина прибыли от неё передавалась в Рим на строительство собора св. Петра, а вторая половина пошла на погашение долга банкирскому дому Фуггеров, у которых Альбрехт занимал деньги на приобретение церковного сана и паллиума. Методы распространения индульгенций, использовавшиеся агентом Альбрехта, доминиканским монахом Иоганном Тецелем, послужили «Лютеру поводом для обнародования им его 95 тезисов», ставших прологом Реформации.
Несмотря на то, что Альбрехт Бранденбургский покровительствовал гуманистам и, например, в 1515 году даже пригласил к своему двору в Галле Ульриха фон Гуттена, он оказался в стане противников Реформации. Поначалу Альбрехт пытался выполнять посреднические функции и планировал провести общую реформу церкви на церковном соборе. И даже Мартин Лютер возлагал большие надежды на Альбрехта, но со временем осознал, что компромисса не получится.
Ещё в 1530 году в Аугсбурге Альбрехт призывал к заключению мира и совместным действиям в борьбе с турками.
В 1534 году вместе с герцогом Георгом Саксонским он выступил посредником при заключении соглашения между протестантскими князьями и римским императором Фердинандом I в богемской Кадани.
В обмен на погашение своих долгов Альбрехт разрешил своим протестантским подданным в Магдебурге свободу отправления религиозных обрядов, однако спустя несколько десятилетий был изгнан ими из перестроенного специально для него замка Морицбург в Галле. В ответ на это Альбрехт поддержал императора в применении силовых методов против протестантов и в 1540 году первым из германских князей принял у себя в Майнце иезуитов, а на рейхстаге в Шпейере в 1544 году выступил за принятие двусмысленного решения в отношении протестантов и заключил с католическими князьями предварительные договорённости на случай будущей войны.

## Семья
Существуют различные данные о возлюбленных Альбрехта Бранденбургского. Некоторые исследователи приписывают Альбрехту несколько разных конкубин. По другой версии у Альбрехта последовательно были почти семейные постоянные отношения с Элизабет «Лейс» Шюц и вдовой из Франкфурта Агнес Плесс, урождённой Штраусс. С Лейс у Альбрехта была дочь по имени Анна, которую он выдал замуж за своего секретаря Иоахима Кирхнера. Своего сына Анна назвала Альбрехтом. Агнес Плесс, успешная коммерсантка, стала предстоятельницей монастыря бегинок, основанного Альбрехтом Бранденбургским в ашаффенбургском Шёнтале.
Альбрехт не делал тайны из своих отношений. Лейс, а по другим данным некая Урсула Редингер, изображена на нескольких портретах Кранаха. На одной из картин любовница Альбрехта изображена в качестве прелюбодейки из Евангелия от Иоанна. Кардинал изображён среди толпы, но в отличие от других людей, намеревающихся побить камнями грешницу, в руках его нет камней. Два портрета кисти Кранаха изображают Альбрехта и его спутницу жизни в образе св. Мартина и св. Урсулы.
Альбрехт был крёстным отцом Морица Саксонского, который воспитывался в резиденции Альбрехта в замке Морицбург.

## Меценат
Альбрехт Бранденбургский был почитателем наук и покровителем искусств. Именно он в мае 1529 года принял решение об объединении и перестройке двух существовавших церквей на рыночной площади Галле в роскошную церковь во имя Девы Марии, считающуюся и поныне визитной карточкой города. Кроме того, для внутреннего убранства нового кафедрального собора Альбрехт поручил Лукасу Кранаху написать в течение пяти лет 16 алтарей, состоявших в общей сложности из 142 картин. Этот заказ считается самым крупным заказом в истории немецкого искусства. В дополнение Альбрехт заказал Маттиасу Грюневальду створчатый алтарь Св. Эразма и Св. Маврикия. Кардинал покровительствовал и Гансу Бальдунгу. Заказы Альбрехта до сих пор определяют облик города Галле. К ним относится кладбище Штадтготтесакер (Stadtgottesacker) — наиболее известное кладбище Европы в стиле ренессанс и замок Альбрехта Морицбург, названный им в честь св. Маврикия — покровителя архиепископства. Попытки Альбрехта основать в Галле теологический университет не увенчались успехом. Оставшиеся после него строения Альбрехт использовал в качестве своей так называемой «Новой резиденции». Альбрехт значительно обогатил церковные сокровища Галле и собрание реликвий, оставшееся ему от предшественника.
16 мая 1530 года Альбрехт Бранденбургский написал письмо Альбрехту Гаштольду в защиту Франциска Скорины.
В 1541 году, когда Альбрехт был вынужден бежать, многие произведения искусства он забрал с собой. Так, несколько полотен Кранаха и календарь реликвий (в котором каждому дню года была подобрана определённая реликвия) попали в монастырскую церковь свв. Петра и Александра в Ашаффенбурге. Однако большая часть коллекции Альбрехта пала жертвой пожара вскоре после бегства Альбрехта.
Альбрехт считал свою меценатскую деятельность богоугодным делом для спасения души и финансировал искусство из средств, полученных от торговли индульгенциями.

## Портреты Альбрехта Бранденбургского
Благодаря своей меценатской деятельности Альбрехт Бранденбургский оставил большой след в немецком искусстве и прежде всего в живописи. До нашего времени сохранилось большое количество его портретов.
- Лукас Кранах Старший. Портрет кардинала Альбрехта Бранденбургского. 1528. Эрмитаж. Санкт-Петербург
- Лукас Кранах Старший. Альбрехт II Бранденбургский
- Лукас Кранах Старший. Портрет кардинала Альбрехта Бранденбургского в образе св. Иеронима. 1526. Музей искусств Ринглинга. Сарасота. Флорида
- Лукас Кранах Старший. Распятие с Альбрехтом Бранденбургским